# BEST FRIEND (GReeeeNの曲)
「BEST FRIEND」（ベストフレンド）は、GReeeeNの楽曲。NAYUTAWAVE RECORDSから2013年3月13日に配信限定でリリースされた。後に5thアルバム『いいね!(´・ω・｀)☆』に収録された。

## タイアップ
- 東京個別指導学院 CMソング
- 千葉ロッテマリーンズ 加藤翔平選手 登場曲

## 曲の詳細
1. BEST FRIEND [4:36]

- 作詞・作曲 : GReeeeN